# Gerhard Mayer-Vorfelder
Gerhard Mayer-Vorfelder (Mannheim, 3 de marzo de 1933 – Stuttgart, 17 de agosto de 2015), comúnmente llamada "MV", fue el vicepresidente de la UEFA (UEFA). Antes de su carrera en la UEFA, Mayer-Vorfelder fue político del CDU, y fue miembro del gabinete de Baden-Württemberg desde 1976 hasta 1998. También fue presidente del VfB Stuttgart, y de la Federación Alemana de Fútbol.

## Biografía
Mayer-Vorfelder estudió en la Universidad de Friburgo, y la de Heidelberg, licenciándose en derecho en 1959. Como miembro de la CDU, se unió al gobierno de Baden-Württemberg y ocupó el cargo de secretario del Ministerio de Estadio de Baden-Württemberg en 1976. Desde 1980 hasta 1991, fue Ministro de Cultura y Deportes, y Ministro de Economía de 1991 a 1998. También fue miembro del Bundesrat durante ese periodo. Fue confundador de la Hans Filbinger Foundation.
Paralelamente a su carrera en la CDU, Mayer-Vorfelder entró en el mundo del fútbol. En 1975, fue presidente del VfB Stuttgart, un cargo que ocupó hasta el 2000. En 2000, Mayer-Vorfelder sucedió en Egidius Braun como presidente de la Federación Alemana de Fútbol. Pasando con apuros un voto de confianza en 2004, tuvo que compartir ese cargo con  Theo Zwanziger hasta 2006. Mayer-Vorfelder murió el 17 de agosto de 2015.

## Vida personal
Mayer-Vorfelder estruvo casado con Margit Deutschle. Su hijo, Michael Mayer-Vorfelder, jugó tres partidos en el VfB Stuttgart. En su página de la FIFA, Mayer-Vorfelder declaró que su jugador favorito de todos los tiempos era Franz Beckenbauer, y que la victoria alemana en la Copa Mundial del Milagro de Berna de 1954 fue su partido favorito.